# Docteur Renaud, Mister Renard
Singles de Renaud
Fallait pas !...
(1996) Manhattan-Kaboul
(2002)
Pistes de Boucan d'enfer
Petit pédé
(2)
Docteur Renaud, Mister Renard est le premier single de Renaud tiré de son album Boucan d'enfer. Il est sorti le 3 juin 2002.
Dans cette chanson, Renaud évoque son combat contre l’alcoolisme.

## Classements
| Classement                              | Meilleure position |
| --------------------------------------- | ------------------ |
| Belgique (Wallonie Ultratop 50 Singles) | 6                  |
| France (SNEP)                           | 23                 |